# Mogok
Mogok (birman : မိုးကုတ်) est une localité de Birmanie située dans le district de Pyin U Lwin, au nord-est de la Région de Mandalay. Située à 200 km au nord de Mandalay et 148 km au nord-est de Shwebo, elle est célèbre pour ses mines de pierres précieuses, notamment de rubis. Elle comptait 150 000 habitants en 2005.

## Géographie
Située à 1170 mètres du niveau de la mer, la ville bénéficie toute l'année d'un climat presque tempéré. Elle est peuplée principalement de Birmans, avec d'importantes minorités Shans, Lisus, Palaungs et Karens, ainsi que des sino-birmans, indo-birmans et gurkhas birmans.

## Historique
Elle est rattachée à la Région de Mandalay par une panhandle qui la soustrait administrativement à l'État Shan, auquel elle appartiendrait naturellement par sa position. Cette situation est ancienne, puisque Mogok fut formellement arrachée à la principauté shan de Momeik et annexée par la dynastie Taungû en 1597.
Le 24 juillet 2024, le Armée de libération nationale Ta'ang contrôle la ville. La Force aérienne birmane la bombarde le 12 novembre 2024 faisant au moins neuf morts et une douzaine de blessés dans le cadre de la guerre civile birmane.

## Pierres précieuses
Mogok est célèbre depuis plusieurs siècles pour ses pierres précieuses, particulièrement les rubis et saphirs, mais on y trouve aussi des pierres semi-précieuses comme le lapis-lazuli, le grenat, la pierre de lune, le péridot et le chrysobéryl.
Les gemmes sont récoltées dans des graviers alluvionnaires provenant des calcaires métamorphisés en marbre de la ceinture métamorphique de Mogok,.

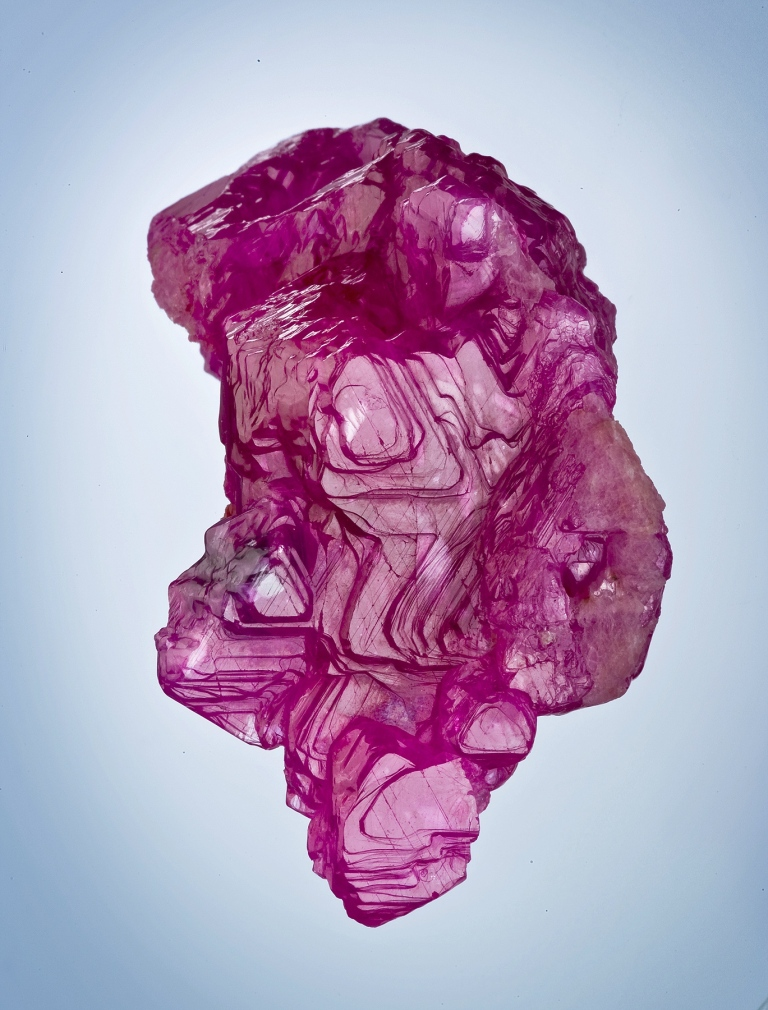
Rubis extrait à Mogok

L'exploitation, peu mécanisée, se fait à la batée et en construisant des tunnels et des puits à la main. Les conditions de travail y sont réputées horribles. Selon Debbie Stothard, de l‘Alternative Asean Network on Burma, les directeurs de mines droguent leurs employés pour augmenter la productivité, avec des seringues partagées, ce qui élève le risque d'infection par le VIH : « Ces rubis sont rouges du sang de jeunes gens. » Brian Leber, fondateur du Jewellers' Burma Relief Project, affirme que « pour le moment » les gemmes birmanes ne sont pas quelque chose dont on peut se vanter.

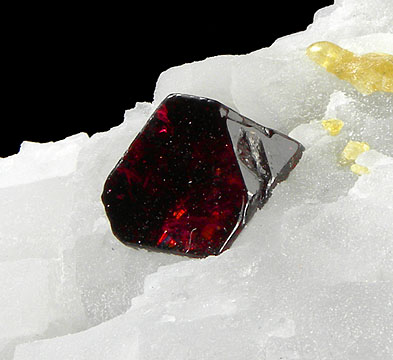
Spinelle sur calcite

Les gemmes sont vendues au marché de Mogok, mais les étrangers doivent bénéficier d'un permis spécial pour visiter la ville, et il est illégal d'acheter ou d'exporter des pierres par l'intermédiaire de vendeurs ne possédant pas de licence gouvernementale. La plupart sont achetées par des joailliers ou des intermédiaires de Thaïlande.

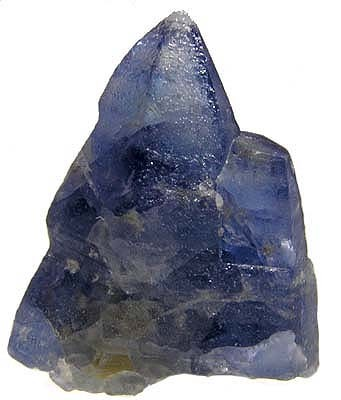
Corindon Saphir bleu extrait à Mogok

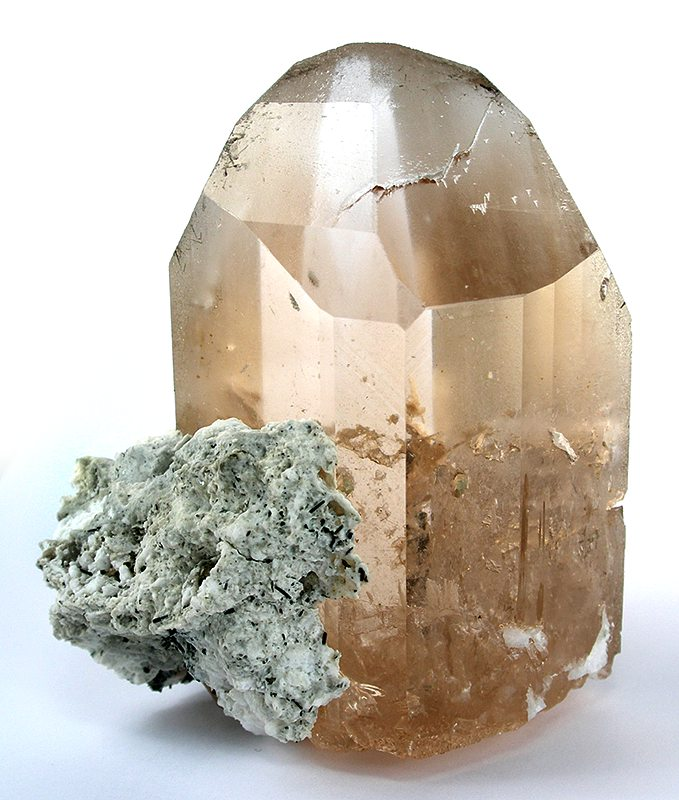
Topaze extraite à Mogok

90 % des rubis mondiaux viennent de Birmanie : leur pureté et leur éclat sont renommés. À Mogok, on trouve notamment les très rares et très prisés rubis « sang-de-pigeon ».